# Psilocladia
Psilocladia is een geslacht van vlinders van de familie spanners (Geometridae), uit de onderfamilie Ennominae.

## Soorten
- P. diaereta Prout, 1923
- P. loxostigma Prout, 1915
- P. obliquata Warren, 1898
- P. repudiosa (Prout, 1915)